# Chris Harper (giocatore di football americano 1989)
Christopher Deon Harper (Wichita, 10 settembre 1989) è un giocatore di football americano statunitense che gioca nel ruolo di wide receiver per i Green Bay Packers della National Football League (NFL). Fu scelto nel corso del quarto giro (123º assoluto) del Draft NFL 2013 dai Seattle Seahawks. Al college ha giocato a football alla Kansas State University.

## Carriera professionistica

### Seattle Seahawks
Harper fu scelto nel corso del secondo giro del Draft 2013 dai Seattle Seahawks. Il 31 agosto 2013 fu svincolato.

### San Francisco 49ers
Il 2 settembre 2013, Harper firmò per fare parte della squadra di allenamento dei San Francisco 49ers. Il 17 ottobre fu svincolato.

### Green Bay Packers
Il 18 ottobre 2013, Harper firmò coi Green Bay Packers, con cui debuttò come professionista nella gara della settimana 7 contro i Cleveland Browns. La sua stagione da rookie si concluse con 4 presenze, nessuna delle quali come titolare.

## Statistiche
| Partite totali         | 4 |
| Partite da titolare    | 0 |
| Yard su ricezione      | 0 |
| Touchdown su ricezione | 0 |

Statistiche aggiornate alla stagione 2014